# Функція розподілу (статистична фізика)
Функція статистичного розподілу (функція розподілу в статистичній фізиці) — щільність ймовірності в фазовому просторі. Одне з основоположних понять статистичної фізики. Знання функції розподілу повністю визначає ймовірності властивості даної системи.
Механічний стан будь-якої системи однозначно визначається координатами {\displaystyle q_{i}} та імпульсами {\displaystyle p_{i}} її частинок (i=1,2,…, d; d — число ступенів свободи системи). Набір величин {\displaystyle q\equiv \left\{q_{i}\right\}} і {\displaystyle p\equiv \left\{p_{i}\right\}} утворюють фазовий простір.